# Kristina Smiljanić
Kristina Smiljanić je hrvatska rukometašica koja igra za Trešnjevku.

## Uspjesi
- - prvenstvo Hrvatske 2014.
  - kup Hrvatske 2014.

## Vanjske poveznice
- Kristina Smiljanić